# Progressive Verbesserung

Schema der progressiven Verbesserung: Grundgerüst der Seite wird soweit möglich mit HTML aufgebaut und durch CSS gestaltet. Weitere Verbesserungen werden mittels JavaScript implementiert.

Progressive Verbesserung (englisch progressive enhancement) beschreibt eine Methode im Webdesign, die Barrierefreiheit, semantische Auszeichnung und Trennung von Information und Präsentation beinhaltet, um eine Webseite auch für Endgeräte benutzbar zu machen, die nur über eingeschränkte Funktionen (JavaScript-/CSS-/Flash-Unterstützung) verfügen. Dies beschleunigt zudem den Ladevorgang, da Textinhalte sofort durch den HTML-Quelltext übertragen werden, anstatt auf die Ausführung von JavaScript zu warten, erleichtert somit Indizierung durch Websuchmaschinen, und verbessert Abwärtskompatibilität mit Webbrowsern.
Die Philosophie dahinter ist, dass Webseiten grundsätzlich mit jedem Webbrowser (unter anderen textbasierte) und jeder Art Internetverbindung in ihrer grundlegendsten Form – der Bereitstellung von Information – zugänglich sein sollten und Benutzern mit besserer Bandbreite und fortgeschritteneren Browsern mit erweiterter Funktionalität eine verbesserte Version der Seite dargestellt wird.

## Hintergrund
Progressive Verbesserung ist die Umkehrung der vorher in der Webentwicklung allgemein vorherrschenden Praxis der Fehlertoleranz (englisch graceful degradation – „würdevolle Herabstufung“), bei der eine Webseite zunächst für die modernsten Endgeräte programmiert wurde, und für ältere Geräte, die moderne Funktionen nicht unterstützen, eine alternative Version bereitgestellt wurde oder sich darauf verlassen wurde, dass die neueren Funktionen einfach ignoriert werden und automatisch eine grundlegendere Version dargestellt wird. Problematisch bei diesem Ansatz ist jedoch, dass entweder der Arbeitsaufwand höher ist, da mehrere verschiedene Versionen einer Seite für verschiedene Endgeräte programmiert und unterhalten werden müssen, oder dass ein älteres Endgerät nicht die gewünschte Fehlertoleranz vorweist und die Inhalte somit nicht oder nur unzureichend dargestellt werden bzw. benutzbar sind.
Diese Haltung und Herangehensweise seitens vieler Webdesigner resultierte aus der Tatsache, dass frühe Browser hinsichtlich der Unterstützung von HTML, CSS und JavaScript noch kaum standardisiert waren und Websites außerdem kaum auf anderen Endgeräten als regulären Computerbrowsern dargestellt wurden, da z. B. mobile Endgeräte (PDA/Smartphone) noch nicht über die Möglichkeit verfügten, Websites darzustellen oder sich gar mit dem Internet zu verbinden. In der Praxis wurde die Theorie der „würdevollen Herabstufung“ von der Ansicht getragen, dass der Endbenutzer einfach nur seine Browsersoftware aktualisieren muss. Allerdings ignoriert diese Haltung den Umstand, dass viele Benutzer ihre Software nicht einfach aktualisieren können, da z. B. Firmencomputer nur eingeschränkte Zugangsrechte besitzen und Software dort nicht ständig auf den neuesten Stand gebracht wird. Außerdem wird ignoriert, dass es Benutzer gibt, die entweder absichtlich keine Aktualisierungen durchführen oder die sich über mobile Endgeräte verbinden, bei denen die zur Verfügung stehende Bandbreite und die Unterstützung für Bilder und Skripte bzw. die Bildschirmgröße beschränkt ist.
Diesem Umstand kommt man mit der progressiven Verbesserung entgegen, indem die grundlegenden Informationen, die eine Webseite ausmachen, für alle Geräte zugänglich sind und denen mittels extern eingebundenen Stylesheets und/oder Skripten erweiterte Funktionalität bei den Geräten bereitgestellt wird, die über die technischen Fähigkeiten verfügen, diese zu nutzen.
Ein populäres Beispiel, das die Trennung von Inhalt und Darstellung deutlich macht, ist die 2003 veröffentlichte Website CSS Zen Garden. Sie demonstriert, wie der immer identische Inhalt einer HTML-Datei durch das nachträgliche Aufsetzen eines CSS-Stylings verändert werden kann und so rein optisch völlig neue Seiten entstehen, die aber aus technischer und inhaltlicher Betrachtung alle dasselbe Fundament haben.